# Parc national naturel de Paramillo
Le parc national naturel de Paramillo est un parc national situé dans la cordillère Orientale des Andes colombiennes et réparti sur les départements d'Antioquia et de Córdoba.